# The Time Is Now!
  The Time Is Now! ist ein Jazzalbum von Phil Ranelin. Die am 11. November 1973 bzw. am 27. und 28. April 1973 in Detroit entstandenen Aufnahmen erschienen 1974 auf Tribe Records. 2024 wurde das Album auf dem Label Now-Again Records wiederveröffentlicht.

## Hintergrund
Die frühen 1970er-Jahre waren in den Vereinigten Staaten schwierige Zeiten, nicht zuletzt für die Jazz-Community, notierte Joshua Weiner. Der Optimismus der Flower-Power- und Friedensbewegungen war politischem Radikalismus, Konflikten und Paranoia gewichen, und die Aufregung der anfänglichen Free-Jazz- und Jazz-Fusion-Ära begann zu schwinden. Wichtige Plattenfirmen wie Columbia und Atlantic Records konzentrierten sich eher auf Rockmusik-Acts als auf Jazz. Einige Musiker zogen nach Europa, wo das Publikum aufgeschlossener war und afroamerikanische Künstler (zumindest zeitweise) mit mehr Respekt behandelt wurden. 
Andere Künstler blieben in den Vereinigten Staaten, vertraten den Geist der Selbstbestimmung und bauten ihre eigenen Gemeinschaftsstrukturen auf, so Weiner weiter. Tribe – ein Detroiter Kollektiv unter der Leitung des Posaunisten Phil Ranelin, des Trompeters und Flügelhornisten Marcus Belgrave und des Tenorsaxophonisten Wendell Harrison – ist ein Beispiel dafür: Es umfasste ein Plattenlabel, eine Zeitschrift, Event-Promotion und ein Gemeindezentrum. In den 2020er-Jahren hat das Label Now-Again Records sieben klassische LPs von Tribe Records in analoger Vinyl-Pressung herausgebracht. Ranelins Album The Time Is Now!, erschienen 1974, verfügt über eine erweiterte Besetzung (Bläser (darunter Belgrave und Harrison), Piano/E-Piano, zwei Schlagzeuger, zwei Bassisten und viel Percussion).

## Titelliste
- Phil Ranelin: The Time Is Now!  (Tribe TRCD 4006)[2]

A1		The Time Is Now for Change	14:31

A2		Time Is Running Out 4:33

B1		Of Times Gone By	8:43

B2		Black Destiny	4:06

B3		13th & Senate	6:06

B4		He the One We All Knew (Part 1)	2:40
Wenn nicht anders vermerkt, stammen die Kompositionen von Phil Ranelin.

## Rezeption
Nach Ansicht von Joshua Weiner, der das Album in All About Jazz rezensierte, biete das Album eine betörende Vielfalt an Jazz-Ansätzen, die ihrer Zeit entsprächen und dennoch auch noch in der Gegenwart voll und ganz Resonanz fänden. Die gesamte Seite B sei herausragend, und während die Atmosphäre der Seite A ebenfalls angenehm klinge, hätten weitere 20 Minuten Musik wie diese vielleicht für eine zusammenhängendere Aussage dieser talentierten Gruppe gesorgt. Diese willkommene Neuauflage von The Time Is Now! biete eine hervorragende Einführung in das Werk Phil Ranelins, einen unterschätzten Musiker und Bandleader, in das Erbe der Musikervereinigung Tribe und in eine komplexe, aber faszinierende Phase in der Geschichte des Jazz.
Phil Ranelins erste Platte als Leader sei Welten von seinem späteren Werk Vibes from the Tribe aus dem Jahr 1976 entfernt, meinte Thom Jurek, der dem Album in Allmusic viereinhalb Sterne verlieh. The Time Is Now sei eine avantgardistische Jazzplatte voller Geist, Entschlossenheit und Innovation, inspiriert von John Coltrane, Eric Dolphy, Cecil Taylor, Pharoah Sanders und Archie Shepp. Sie zeige auch, dass Ranelin ein imposanter Komponist und furchtbar guter Posaunist ist. Die sechs Kompositionen, die ein tiefes musikalisches Gebräu aus avantgardistischer Improvisation, Hard-Bop-Jazz-Ästhetik und gefühlvollen melodischen Ideen darstellten, hätten als Ausgangspunkt für harmonische und rhythmische Erfindungen gedient. Der Stempel von Detroit sei überall auf diesem Ding zu sehen. Nummern wie das Titelstück und „Black Destiny“ spiegelten den Zorn und die Vision der Ära wider und lenkten alles in eine positive musikalische Richtung.